# Karen's Diner
Karen's Diner es una cadena australiana de restaurantes temáticos. El restaurante anuncia una experiencia gastronómica deliberadamente desagradable, y se instruye al personal para que insulte a los clientes durante la comida. El nombre del restaurante proviene del término de la jerga de internet «Karen», que se usa para describir a una mujer blanca mayor que es estereotípicamente grosera.

## Historia
La cadena fue establecida en Sídney, Australia en 2021 por Aden Levin y James Farrell. Es un restaurante temático basado en el concepto de una experiencia gastronómica desagradable en la que los clientes pagan para que los empleados los insulten. El restaurante se planeó originalmente para ser un restaurante temporal de seis meses en World Square, un centro comercial y de desarrollo urbano en el Distrito Central de Negocios del centro de Sídney. El concepto del restaurante generó inicialmente una respuesta mixta, lo que generó preocupaciones sobre si el entorno de insultos mutuos podría exponer a los empleados a abusos por parte de los clientes.
El nombre «Karen's» es una referencia al uso del nombre «Karen» en los memes de Internet para describir a una mujer blanca de mediana edad estereotipadamente grosera. Se instruye al personal para que adopte una personalidad abrasiva y ridiculice cómicamente a los clientes durante la comida. Se espera que los clientes devuelvan este comportamiento actuando de manera grosera con el personal. Sin embargo, los clientes y el personal tienen prohibido usar insultos basados en racismo, sexismo u homofobia. Muchos de estos intercambios incluyen blasfemias y las personas menores de 16 años deben estar acompañadas por adultos. Los clientes que tengan una identificación que muestre que su nombre es Karen pueden recibir una bebida gratis.
El restaurante se basa en los diners estadounidenses de la década de 1950, y el menú incluye hamburguesas y alitas de pollo. Se convirtió en una fuente popular de contenido para las redes sociales, particularmente en la plataforma TikTok, ya que los clientes publicaban videos de sus interacciones con el personal. La cadena ha abierto ubicaciones en el Reino Unido, Irlanda y los Estados Unidos.
En agosto de 2022, el restaurante generó controversia después de que un video que supuestamente mostraba a un miembro del personal en un lugar de Brisbane comportándose de manera inapropiada se volvió viral en TikTok. En el video, el servidor hace comentarios inapropiados sobre una cliente menor de edad y acusa a su padre, que estaba cenando con ella, de ser un pedófilo. Un portavoz de la cadena dijo que estaban «decepcionados» por el comportamiento y que el incidente iba en contra de sus pautas.